# Reggimento Croati a Cavallo
I Croati a Cavallo sono i discendenti dei leggendari Stradiotti del 500 e dei Cappelletti del 600 che vennero costituiti in reggimenti di soli Croati a partire dai primi anni del 700.
I Croati a cavallo costituivano la cavalleria leggera veneta, i loro reggimenti avevano come numero di organici e compagnie uguale a quelle degli altri corpi di cavalleria, dopo la guerra con i Turchi, i reggimenti di Croati a cavallo rimasero 2 composti da circa 700 unità, fino alla caduta della Serenissima.
La divisa di questi cavalieri era rosso scarlatto con mostre blu, quella che voi vedete sulla stampa, è una divisa da parata di colore rosso scarlatto con le caratteristiche decorazioni in argento, in vita portavano una fascia gialla, avevano un copricapo in panno rivestito di pelo di martora.
L’armamento del cavaliere consisteva in una carabina e una spada ricurva, l’ufficiale invece aveva in uso una sciabola e 2 pistole che solitamente erano alloggiate nelle fondine della gualdrappa del cavallo.
Gli ufficiali Croati a cavallo venivano addestrati nell’accademia militare di Zara.